# Christmas Time (Is Here Again)
Christmas Time (Is Here Again) –en español: «Navidad (Esta aquí otra vez)»– es una canción de Navidad grabada por The Beatles. Fue grabada en 1967 y lanzada a los miembros del club de fanes de The Beatles que estaban dispuestos a pedir la grabación a través de correo. Más tarde se incluyó, junto con otras canciones navideñas del grupo, en una recopilación de 1970 The Beatles' Christmas Album (que también se hizo disponible exclusivamente para los miembros del club de fanes). 
La canción fue lanzada oficialmente en 1995, en el sencillo "Free as a Bird", en la que fue editada de la original de 6:17 a una versión abreviada de 3:03. La canción abre con una ligera melodía de los cuatro Beatles y de vez en cuando los recortes a la historia de los Beatles llegan a la casa de la BBC de ficción. Esta parte de la canción fue cortada de la versión de 1995 solo. La canción se cierra con un saludo de Navidad de los cuatro Beatles. Al final, la canción Auld Lang Syne es tocada en el órgano, mientras Lennon dice uno de sus poemas sin sentido. 

## Versiones
Ringo Starr grabó su propio cover de "Christmas Time Is Here Again" en su álbum de 1999 de Navidad, I Wanna Be Santa Claus. En 2000, R.E.M. lanzó un cover de una canción navideña de su club de fanes. The Smithereens también versionó la canción en su álbum de 2007 Christmas with the Smithereens.

## Personal
- John Lennon - voz, bombo.
- Paul McCartney - voz, piano.
- George Harrison - voz, guitarra acústica.
- Ringo Starr - voz, batería, claqué.
- George Martin - Voz
- Victor Spinetti - voz, claqué.